# 2000 w Wojsku Polskim
Kalendarium Wojska Polskiego 2000 – wydarzenia w Wojsku Polskim w roku 2000.

## Styczeń
4 stycznia
- Rząd przyjął „Strategię bezpieczeństwa Rzeczypospolitej Polskiej”. Dokument ten zastąpił analogiczny akt z 1992 roku[1].
- do Kosowa wyjechało 96 żołnierzy z 18 Bielskiego batalionu desantowo-szturmowego. Zastąpili oni żołnierzy, którzy zakończyli zasadniczą służbę wojskową[1].

18 stycznia
- w Orzyszu rozpoczęły się ćwiczenia 3 batalionu pancernego Bundeswehry, pododdziałów 16 Pomorskiej Dywizji Zmechanizowanej i 49 pułku śmigłowców bojowych[1]

21 stycznia
- grupa lotnicza Sztabu Sojuszniczych Sił Powietrznych NATO w Europie Środkowej AIRCENT wizytowała 7 pułk lotnictwa bombowo-rozpoznawczego[1]

28 stycznia
- portugalska Komisja Historii Wojskowości nadała medal pamiątkowy 5 Pułku Artylerii w Porto noszącego imię Polaków z Serra 5 pułkowi artylerii z Sulechowa[1]
- biskup polowy gen. dyw. Sławoj Leszek Głódź wręczył 18 Bielskiemu batalionowi desantowo-szturmowemu dyplom Benemerenti[1]

31 stycznia
- minister obrony narodowej Janusz Onyszkiewicz nadał statuty instytucjom kultury: Centralnej Bibliotece Wojskowej, Domowi Wojska Polskiego, Muzeum Wojska Polskiego, Orkiestrze Koncertowej Wojska Polskiego, Reprezentacyjnemu Zespołowi Artystycznemu Wojska Polskiego[1]

## Luty
12 lutego
- weszło w życie nowe rozporządzenie dotyczące zasad udzielania odroczeń zasadniczej służby wojskowej, zwolnienia żołnierzy z tej służby przed jej odbyciem, a także postępowania oraz właściwości organów wojskowych w tych sprawach[1]

13–15 lutego
- żołnierze 11 Dywizji Kawalerii Pancernej wzięli udział w ćwiczeniu dowódczo-sztabowym pod kryptonimem „Centaur Animaux” prowadzonych w Wildflecken w Niemczech[1]

14 lutego
- minister obrony narodowej, Janusz Onyszkiewicz został członkiem nowo wybranej rady Stowarzyszenia Euroatlantyckiego, działającego m.in. na rzecz rozszerzenia NATO[1]

14–19 lutego
- oficerowie Wojsk Lotniczych i Obrony Powietrznej wzięli udział w organizowanym w Belgii międzynarodowym szkoleniu dotyczącym organizacji i działania obrony przeciwlotniczej[1]

17–23 lutego
- rozegrano ćwiczenie pod kryptonimem „CRU-SEX 2000” z udziałem wszystkich państw-członków NATO. Tematem ćwiczenia była międzynarodowa Operacja wsparcia pokoju. Centrum dowodzenia znajdowało się w Kwaterze Głównej NATO, ale epizody rozgrywały się w stolicach państw uczestniczących[1].

18 lutego
- podpisano porozumienie dotyczące współpracy polskiej 10 Brygady Kawalerii Pancernej i 7 Dywizji Pancernej Bundeswehry[1]

24 lutego
- oficerowie 8 Bałtyckiej Dywizji Obrony Wybrzeża wzięli udział w ćwiczeniu pod kryptonimem „Quick Repetition 2000” na terenie Danii[1]

27 lutego
- Polska wyraziła zgodę na wysłanie do sektora francuskiego w Mitrovicy 150 żołnierzy stacjonującego do tej pory w sektorze amerykańskim[1]

## Marzec
1 marca
- Ministerstwo Obrony Narodowej rozpoczęło funkcjonowanie w nowych strukturach. W miejsce Gabinetu Ministra powstał Sekretariat MON oraz Gabinet Polityczny MON; w miejsce Departamentu Ekonomicznego powstał Departament Socjalny; zamiast Departamentu Dostaw, Uzbrojenia i Sprzętu Wojskowego powstał Departament Zaopatrzenia Sił Zbrojnych. Departament Rozwoju i Wdrożeń zastąpiony został przez Departament Polityki Zbrojeniowej, a Departament Kadr i Szkolnictwa Wojskowego przekształcono w Departament Kadr. Powstał też Departament Nauki i Szkolnictwa Wojskowego[1].

2 marca
- w związku z kontrowersjami wokół serialu „Kawaleria powietrzna”, Rzecznik Praw Obywatelskich rozpoczął kontrolę w 25 Brygadzie Kawalerii Powietrznej[1]

3 marca
- Na wodach terytorialnych Danii odbyły się polsko-duńskie ćwiczenia morskie. Ze strony polskiej uczestniczyły: ORP „Orkan” i ORP „Piorun”[1].

7 marca
- Trybunał Konstytucyjny wydał orzeczenie uznające przepis zakazujący żołnierzom zawodowym tworzenia i zrzeszania się w związkach zawodowych za zgodny z konstytucją.
- w 3 Korpusie Obrony Powietrznej przeprowadzony został	trening sztabowy na temat: „Planowanie przyjęcia sojuszniczych sił wzmocnienia w okresie zagrożenia bezpieczeństwa państwa”[1]

8 marca
- do Syrii odleciała grupa 160 żołnierzy batalionu operacyjnego przeznaczona do służby na Wzgórzach Golan[1]

10 marca
- sekretarz generalny George Robertson powiedział, że pierwszy rok naszego członkostwa w NATO jest politycznym sukcesem, ale w kwestii modernizacji wojska i integracji z Sojuszem jest jeszcze wiele do zrobienia[1]
- do Gdańska zawinął zespół dziesięciu okrętów niemieckich z 5 eskadry kutrów rakietowych w Kappeln.

10 marca
- Lech Falandysz wystosował list otwarty do premiera Jerzego Buzka, zawierający prośbę o wyjaśnienie sprawy odwołania byłego szefa jednostki GROM, gen. Sławomira Petelickiego[1]

13–17 marca
- piloci wyznaczeni do Sił Szybkiego Reagowania NATO szkolili się w Powidzu pod kierunkiem instruktorów lotnictwa Sojuszniczych Sił Powietrznych NATO AIRNORTH[1]

14 marca
- minister obrony narodowej zatwierdził etat reprezentacyjnego plutonu kawalerii w strukturach 2 Brygady Obrony Terytorialnej[1]

15 marca
- w bazie amerykańskiej marynarki wojennej w Norfolk podniesiono polską banderę na przekazanym Polsce bezpłatnie amerykańskim okręcie wojennym USS „Clark”[1]

17 marca
- na poligonie drawskim zakończyło się ćwiczenie dowódczo-sztabowe Pomorskiego Okręgu Wojskowego pod kryptonimem „Opal 2000” przygotowane przez sztab[1]

19 marca
- w Kosowie kompania 10 batalionu zmechanizowanego wzięła udział w manewrach NATO pod kryptonimem „Dynamie Response 2000”[1]

27 marca
- w ramach programu „Otwarte przestworza” żołnierze francuscy obfotografowywali Polskę z pokładu transportowca „Hercules C-130”[1]

28 marca
- Rada Ministrów wyraziła zgodę na wysłanie do kosowskiej Mitrovicy 600-osobowego oddziału wojskowego[1]

28 marca
- w siedzibie ONZ w Nowym Jorku, minister obrony narodowej Janusz Onyszkiewicz poinformował, iż od 1 czerwca Polska przejmie na rok kierowanie Wielonarodową Brygadą Szybkiego Reagowania - SHIRBRIG[1]
- ORP „Wodnik” udał się w rejs do Brazylii[1]

## Kwiecień
6 kwietnia
- w Kosowie 200 żołnierzy polskich, ukraińskich i amerykańskich wzięło udział w ćwiczeniach pod kryptonimem „Bright Sky”[1]

7 kwietnia
- w sztabie Wielonarodowego Korpusu Północ-Wschód odbyły się ćwiczenia pod kryptonimem „Cool Gasket 2000”[1]

7–11 kwietnia
- okręty podwodne oraz okręt zabezpieczenia „Meersburg” Sił Morskich Niemiec wpłynęły do Gdańska[1]

8 kwietnia
- na mocy rozkazu Komendanta Głównego Straży Granicznej na bazie zlikwidowanego Granicznego Punktu Kontroli w Gubinie powstała placówka kontrolna SG, a jej pierwszym komendantem został mjr Jerzy Dąbrowski[2]

12 kwietnia
- na poligonie drawskim ćwiczyli żołnierze belgijskiej 1 Brygady Zmechanizowanej z Leopoldsburga[1]

19 kwietnia
- rozwiązano zespół akrobacyjny „Rombik” z 60 lotniczego pułku szkolnego w Radomiu

20 kwietnia
- pięćdziesięciu żołnierzy z Polsko-Ukraińskiego Batalionu Sił Pokojowych wyjechało do Kosowa zastąpić żołnierzy 18 batalionu desantowo-szturmowego[1]

21 kwietnia
- w 17 dywizjonie rakietowym Obrony Powietrznej gościli oficerowie niemieccy, holenderscy, norwescy i brytyjscy. Jednostka została włączona w struktury NATO[1]

29 kwietnia
- płetwonurkowie-minerzy Marynarki Wojennej podjęli prace przy wydobyciu i unieszkodliwieniu niewybuchów spoczywających na dnie Zatoki Gdańskiej[1]

## Maj
5 maja
- na wodach duńskich zakończono ćwiczenia ratownicze pod kryptonimem „SAREX 2000”. Okręty ratownicze wspierał polski śmigłowiec Mi-14PS z 2 dywizjonu lotnictwa Marynarki Wojennej[1]

8–11 maja
- grupa oficerów holenderskich odwiedziła 9 pułk lotnictwa myśliwskiego[1]

8–22 maja
- na wodach Morza Norweskiego, Cieśnin Duńskich, Bałtyku i Zatoki Meklemburskiej odbywały się ćwiczenia sił obrony przeciwminowej, rakietowej i lotnictwa pod kryptonimem „Blue Game 2000”. W ćwiczeniach wzięły udział trałowce: ORP „Śniardwy”, ORP „Gopło” oraz niszczyciel min ORP „Mewa”[1]

12 maja
- w Powidzu po raz pierwszy w Polsce odbyło się wspólne szkolenie polskich i brytyjskich pilotów, przeprowadzone według procedur NATO. W ćwiczeniach uczestniczyli piloci z 100 eskadry lotnictwa taktycznego Wielkiej Brytanii oraz wchodzącej w skład Sił Szybkiego Reagowania NATO polskiej 7 eskadry lotnictwa taktycznego[3]

16–25 maja
- na wodach Zatoki Pomorskiej i Meklemburskiej odbyły się ćwiczenia sił trałowo-minowych pod kryptonimem „Baltica 2000”. Wziął w nich udział m.in. ORP „Gardno”[3]

18 maja
- płk pil. Zenon Smutniak przestał dowodzić 2 Brygadą Lotnictwa Taktycznego. Nowym dowódcą brygady został ppłk pil. Jacek Bartoszcze

18–20 maja
- żołnierze 34 Brygady Kawalerii Pancernej złożyli wizytę w belgijskim 5 pułku zmechanizowanym z Leopoldsburga[3]

18–21 maja
- piloci z 47 pułku śmigłowców szkolnych wzięli udział w międzynarodowych pokazach lotniczych na Węgrzech[3]

24–26 maja
- polskie zakłady zbrojeniowe przekazały sprzęt przeznaczony dla litewskiej kompanii zmechanizowanej, wchodzącej w skład LITPOLBAT-u[3]

24–9 czerwca
- na wodach duńskich i norweskich odbyły się ćwiczenia pod kryptonimem „Cooperative Banners 2000”. Wzięły udział w nim udział polskie okręty z 3 Flotylli Okrętów[3].

25 maja
- 21 Rejonowe Warsztaty Techniczne w Rzeszowie otrzymały imię hetmana wielkiego koronnego Mikołaja Kamienieckiego[4]
- na poligonie drawskim zakończyła szkolenie włoska Brygady Kawalerii „Pozzulo del Friuli”[3]

26 maja
- na stanowisko dowódcy jednostki specjalnej „GROM” powołany został ppłk Roman Polko[3]

29 maja
- w związku z kryzysem rządowym, minister obrony narodowej Janusz Onyszkiewicz podał się do dymisji. Ze względu na zaplanowane wcześniej ważne spotkania międzynarodowe pozostawał jeszcze na stanowisku przez kilka tygodni[3]

## Czerwiec
3–17 czerwca
- okręty polskiej Marynarki Wojennej uczestniczyły w manewrach pod kryptonimem „Baltops 2000”[3]

10 czerwca
- oficerowie rozwiązanej 5 Kresowej Dywizji Zmechanizowanej założyli Stowarzyszenie Oficerów 5 Dywizji Wojska Polskiego „Kresowiak”, a jego pierwszym prezesem został ostatni dowódca dywizji płk Lech Kamiński[2]

12–16 czerwca
- w Akademii Obrony Narodowej przeprowadzono ćwiczenia dowódczo-sztabowe pod kryptonimem „Czerwiec 2000”[3]

13 czerwca
- na lotnisku Okęcie wylądował rosyjski samolot AN-30B13. W ramach programu „Otwarte przestworza”, wykonywał lot na trasie o długości 1400 km[3].

15 czerwca
- prezydent Aleksander Kwaśniewski powołał na to stanowisko ministra obrony narodowej Bronisława Komorowskiego[3]
- do Gdyni przypłynął francuski okręt podwodny Ouessant. Wziął on udział w ćwiczeniach 19 Flotylli. Okręty ćwiczyły wykrywanie i walkę z okrętami podwodnymi[3]

16 czerwca
- na poligonie w Jaworowie zakończyły się ćwiczenia zgrywające Polsko-Ukraińskiego Batalionu POLUKRBAT. W ćwiczeniach uczestniczyli także kanadyjscy instruktorzy z Centrum Międzynarodowych Sił Pokojowych[3]

19 czerwca
- cztery francuskie samoloty Mirage 2000 z eskadry w Dijon wspólnie z polskimi pilotami 1 eskadry lotnictwa taktycznego trenowały przechwytywanie wrogich samolotów
- okręt szkolny Marynarki Wojennej ORP „Wodnik” powrócił z ćwiczeń ratowniczych pod kryptonimem „Cooperative Safeguard 2000”[3]

21 czerwca
- na pokładzie samolot AWACS ćwiczyli polscy specjaliści z WLOP i cywilnej Agencji Ruchu Lotniczego. Celem ćwiczeń było sprawdzenie funkcjonowania systemu łączności obrony przeciwlotniczej i możliwości cyfrowego przekazywania danych z samolotu na ziemię do polskich stanowisk dowodzenia[3]

22 czerwca
- decyzją papieża Jana Pawła II Kościół Garnizonowy we Wrocławiu został wyniesiony do godności bazyliki mniejszej

22–26 czerwca
- załoga śmigłowca ratowniczego MW Anakonda wzięła udział w międzynarodowym spotkaniu lotników ratownictwa morskiego „SAR MEET 2000”[3]

23 czerwca
- w Krakowie zakończyły się ćwiczenia dowódczo-sztabowe pod kryptonimem „HALLEX 2000”[3]

25 czerwca
- w porcie gdyńskim nadano imię ORP Gen. K. Pułaski fregacie rakietowej, która do 15 marca br. pływała pod banderą amerykańską jako USS „Clark”[3]

26 czerwca
- na stanowisko komendanta Akademii Obrony Narodowej mianowany został gen. dyw. prof. Bolesław Balcerowicz[3]

26–28 czerwca
- przeprowadzono polsko-brytyjskie ćwiczenia wojskowe. Ze strony brytyjskiej udział wzięły: fregata rakietowa HMS „Shiefield” i śmigłowiec ”Lynx”, ze strony polskiej - korweta ORP „Kaszub”, okręt podwodny ORP „Gniewko”, śmigłowiec do zwalczania okrętów podwodnych, samoloty uderzeniowe i samolot patrolowy „Bryza”[3].

26–30 czerwca
- w rejonie Morza Północnego w ramach ćwiczeniach „SQUADEX” ćwiczyły samoloty Mig-21 bis z 1 dywizjonu lotniczego Brygady Lotnictwa Marynarki Wojennej oraz samoloty „Tornado” z 2 dywizjonu Lotnictwa Sił Morskich z Niemiec[3]

26–2 lipca
- odbyły się polsko-duńsko-niemieckie ćwiczenia pod kryptonimem „BALTIC SWIFT 2000”. Ze strony polskiej uczestniczyły w nich załogi ORP „Piorun” i ORP „Grom”[3].

29–30 czerwca
- na autostradzie pod Goleniowem ćwiczyły eskadry 58 lotniczego pułku szkolnego oraz dwóch dywizjonów Brygady Lotnictwa Marynarki Wojennej[3]

30 czerwca
- rozformowany został 14 Batalion Dowodzenia im. gen. Juliana Stachiewicza w Przemyślu[3]
- zgodnie z rozkazem o integracji 14 Brygady Zmechanizowanej i 21 Brygady Strzelców Podhalańskich powstała nowa jednostka 14 Brygada Obrony Terytorialnej[3].
- prezydent Chorwacji Stipe Mesic odwiedził stacjonujący w Orzyszu litewsko-polski batalion LITPOLBAT[3].

## Lipiec
1 lipca
- rozformowana została 14 Brygada Pancerna Ziemi Przemyskiej im. Hetmana Jana Karola Chodkiewicza. Sztandar jednostki przejęła nowo formowana 14 Brygada Obrony Terytorialnej[3].

3 lipca
- dwa samoloty AN-26 Z 13 pułku lotnictwa transportowego wyleciały do Francji na ćwiczenia w ramach współpracy państw Trójkąta Weimarskiego - „Pomoc humanitarna drogą powietrzną”[3]

6–7 lipca
- na wodach Zatoki Kilońskiej odbyły się polsko-niemieckie manewry sił obrony przeciwminowej[3]

17 lipca
- okręt transportowo-minowy ORP „Kraków” reprezentował polską banderę na obchodach święta Królewskiej Marynarki Wojennej Belgii[3]

24 lipca
- Komendantem Głównym Żandarmerii Wojskowej przestał być gen. bryg. Alfons Kupis

25–26 lipca
- Po 13 miesiącach służby w Kosowie wrócili do Polski żołnierze 18 batalionu desantowo-szturmowego. Zastąpili ich żołnierze Polsko-Ukraińskiego Batalionu Sił Pokojowych[3]

27 lipca
- 10 Brygada Kawalerii Pancernej w Świętoszowie otrzymała imię gen. broni Stanisława Maczka[5]

## Sierpień
1 sierpnia
- na stanowisko Komendanta Głównego Żandarmerii Wojskowej wyznaczony został gen. dyw. Jerzy Słowiński
- z misji pokojowej KFOR do kraju powrócili żołnierze 10 Opolskiej Brygady Logistycznej[6].

4 sierpnia
- do portu wojennego na Oksywiu wpłynął okręt Marynarki Wojennej Królestwa Norwegii KNM „Horten”[6]

8–15 sierpnia
- ORP „Kraków” odbył rejs nawigacyjno-szkolny. Marynarze uczestniczyli w święcie miast hanzeatyckich w Warnemunde[6]

10–13 sierpnia
- włoski żaglowiec szkolny „Palinuro” był gościem Akademii Marynarki Wojennej[6]

16 sierpnia
- ORP „Kaszub” wspólnie z okrętami francuskimi uczestniczył w ćwiczeniach w zwalczaniu okrętów podwodnych[6]
- ORP „Iskra” wyruszył w rejs z grupą podchorążych I roku Akademii Marynarki Wojennej[6]

21 sierpnia
- Minister Obrony Narodowej zatwierdził wzór odznaki pamiątkowej i legitymacji Departamentu Infrastruktury MON[7]

22–24 sierpnia
- żołnierze 10 Brygady Kawalerii Pancernej gościli w 10 Dywizji Pancernej Bundeswehry[6]

23 sierpnia
- podpisano umowę o czasowym pobycie żołnierzy polskich w Niemczech i niemieckich w Polsce. W umowie sprecyzowano, iż w ramach ćwiczeń, szkolenia jednostek, tranzytu, prowadzenia akcji humanitarnych lub ratunkowych, na terenie drugiego państwa może przebywać 3000 żołnierzy, nie dłużej niż 30 dni[6]

24–27 sierpnia
- orkiestra garnizonowa z Bielska-Białej wzięła udział w festiwalu orkiestr wojskowych w Czechach[6]

25 sierpnia
- ORP „Kaszub” wziął udział w międzynarodowym ćwiczeniu w poszukiwaniu i zwalczaniu okrętów podwodnych[6]

## Wrzesień
4 września
- odbyły się wspólne ćwiczenia marynarzy 8 Flotylli Obrony Wybrzeża i niemieckiej bazy morskiej w Warnemunde[6]

5–20 września
- na południowym Bałtyku 20 okrętów z Belgii, Danii, Estonii, Francji, Niemiec, Łotwy, Litwy, Holandii, Szwecji, Wielkiej Brytanii i Polski ćwiczyło obronę przeciwminową w ramach ćwiczeń p.k „Open Spirit 2000”[6]

6 września
- Minister Obrony Narodowej zatwierdził wzór odznaki pamiątkowej i legitymacji:

⇒ Wojskowego Dozoru Technicznego
⇒ 10 Opolskiej Brygady Logistycznej w Opolu
- na poligonie w Wicku Morskim odbyły się ćwiczenia Pomorskiego Okręgu Wojskowego pod kryptonimem „Jantar 2000”[6]

6–13 września
- 47 pilotów i żołnierzy obsługi naziemnej sił powietrznych Królestwa Holandii odwiedziło 56 pułk śmigłowców bojowych[6]	^

8 września
- gen. dyw. Tadeusz Bazydło przestał dowodzić Pomorskim Okręgiem Wojskowym. Dowódcą POW został gen. dyw. Leszek Chyła

8–11 września
- do portu wojennego w Świnoujściu wpłynął zespół 15 okrętów sił morskich Niemiec[6]

9–10 września
- na lotnisku wojskowym Sadków w Radomiu odbyły się Międzynarodowe Pokazy Lotnicze „Air Show 2000”. Zaprezentowano m.in. Su-22, MIG-29, niemieckie Tornada oraz śmigłowce Bo-105[6]

9–24 września
- żołnierze zawodowi i podchorążowie z Wrocławia wzięli udział w międzynarodowym ćwiczeniu pod kryptonimem „Cooperative Best Efort 2000” rozgrywanym w Rumunii[6]

12–14 września
- 3 Brygada Rakietowa Obrony Powietrznej brała udział w ćwiczeniu pod kryptonimem „Szerszeń 2000”[6]

12–15 września
- oficerowie węgierskiej 25 Brygady Zmechanizowanej odwiedzili 21 Brygadę Strzelców Podhalańskich[6]
- oficerowie wojsk inżynieryjnych Finlandii złożyli wizytę w 1 Brzeskiej Brygadzie Saperów[6]
- przeprowadzono doroczne szkolenie księży kapelanów prawosławnego ordynariatu WP[6]

13 września
- w Dowództwie Śląskiego Okręgu Wojskowego zorganizowano „Dzień Niemiecki”[6]

15 września
- 5 Kresowej Brygadzie Zmechanizowanej z Gubina wręczono sztandar ufundowany przez Społeczny Komitet Fundacji Sztandaru kierowany przez burmistrza Gubina Lecha Kiertyczaka, a sztandar wręczył w imieniu prezydenta RP płk Marek Dukaczewski[10]
- w ramach ćwiczenia „Bałtycki Trójkąt 2000” żołnierze duńscy, estońscy, litewscy, łotewscy i polscy ćwiczyli w Danii stosowanie procedur NATO w operacjach pokojowych[6]

16 września
- rozpoczęły się ćwiczenia operacyjnego współdziałania według procedury Passex. Do portu w Gdyni wpłynęło siedem okrętów bojowych Sił Natychmiastowego Reagowania NATO[6].

17–22 września
- na Krymie, z udziałem żołnierzy z Polski, Ukrainy i Wielkiej Brytanii, odbyły się ćwiczenia pod kryptonimem „Kozacki Step 2000”[6]

19–21 września
- dowódca 22 Karpackiej Brygady Piechoty Górskiej przeprowadził ćwiczenie dowódczo-sztabowe na temat: Prowadzenie działań obronnych z udziałem układu niemilitarnego”[6]

19–21 września
- polscy oficerowie przeprowadzili inspekcję CFE w jednej z jednostek wojsk lądowych Moskiewskiego Okręgu Wojskowego[6]

20 września
- na wodach u wybrzeży polskich pięć fregat i krążownik z sześciu państw NATO oraz polskie okręty ćwiczyły m.in. embargo fikcyjnego państwa[6].

21 września
- żołnierze 12 Szczecińskiej Dywizji Zmechanizowanej szkolili się w ramach ćwiczenia pod kryptonimem „Bałtycka Współpraca 2000”[6]
- żołnierze polsko-litewskiego batalionu LITPOLBAT ćwiczyli na poligonie w Orzyszu[6]

23 września
- szef Biura Bezpieczeństwa Narodowego Marek Siwieć złożył dymisję z zajmowanego stanowiska[6]

28 września
- prezydent RP Aleksander Kwaśniewski powołał gen. Czesława Piątasa na stanowisko szefa Sztabu Generalnego Wojska Polskiego oraz awansował go do stopnia generała broni[6].
- dowódcą Wojsk Lądowych został gen. dyw. Edward Pietrzyk[6]

29 września
- w Wyższej Szkole Oficerskiej im. Tadeusza Kościuszki we Wrocławiu przebywała delegacja wojsk inżynieryjnych Grecji[6]

## Październik
1–3 października
- stawiacz min Królewskiej MW Danii HDMS „Fyen” oraz polskie okręty transportowo-minowe ORP „Lublin” i ORP „Gniezno” ćwiczyły w stawianie obronnych zagród minowych i ratownictwo morskie w ramach ćwiczenia pod kryptonimem „Passex 2000”[6]

2 października
- wycofano z eksploatacji ORP „Tukan”, ORP „Ustka”, ORP „Oksywie”[6]
- szefowa Kancelarii Prezydenta Jolanta Szymanek-Deresz wręczyła komendantowi Akademii Obrony Narodowej gen. dyw. prof. Bolesławowi Balcerowiczowi sztandar.
- Minister Obrony Narodowej postanowił, że dziewięciu absolwentów WAT, którzy odmówili przyjęcia nominacji i stawienia się w jednostkach, będzie mogło odejść z wojska pod warunkiem, iż zgłoszą się w jednostkach i złożą podania o zwolnienie ze służby[6]

3 października
- minister obrony narodowej Bronisław Komorowski wydał decyzję o utworzeniu z dniem 1 stycznia 2001 3 eskadry lotnictwa taktycznego

9 października
- w Holandii odbyły się ćwiczenia sztabowe okrętów podwodnych pod kryptonimem „Cooperative Poseidon 2000”. Ćwiczyli też oficerowie dywizjonu okrętów podwodnych z Gdyni[6].

9–13 października
- załoga brytyjskiej maszyny „Andover” dokonała oblotu Polski w ramach programu „Open Sky”.
- gen. dyw. Zdzisław Goral został mianowany zastępcą dowódcy Wielonarodowego Korpusu Północ-Wschód[6]

11 października
- minister obrony narodowej Bronisław Komorowski zapowiedział, że Polska będzie sukcesywnie zmniejszać swoje zaangażowanie w siłach pokojowych[6].
- wiceminister obrony narodowej Bogdan Klich podał się do dymisji[6]

12 października
- zakończyły się ćwiczenia sił natychmiastowego reagowania NATO IRTFL pod kryptonimem „Adventure Exchange 2000”[6]

13 października
- na poligonie drawskim rozpoczęło się polsko-amerykańskie ćwiczenie z udziałem ponad 2000 żołnierzy V Korpusu armii USA[6]

13–27 października
- oficerowie 11 Dywizji Kawalerii Pancernej uczestniczyli w polsko-niemieckim ćwiczeniu dowódczo-sztabowym „Arcade Fusion”[6]

14 października
- prezydent Aleksander Kwaśniewski wręczył nowe nominacje generalskie[6]

15 października
- w Zegrzu Pomorskim, wspólnie z pilotami 9 pułku lotnictwa myśliwskiego, ćwiczyli lotnicy holenderskiej 323 eskadry z Lueeuwarden[6]

19–20 października
- w Warszawie odbyło się robocze spotkanie Komitetu Kierującego Wielonarodową Brygadą Szybkiego Rozwinięcia ONZ SHIRBRIG[6]

20–24 października
- w Strausbergu podoficerowie 4 Lubuskiej Dywizji Zmechanizowanej i 11 Dywizji Kawalerii Pancernej szkolili się z zakresu problematyki społeczno-wychowawczej[6]

21 października
- około stu, spośród 120 oficerów Sztabu Generalnego WP, którym w wyniku restrukturyzacji wręczono wypowiedzenia stosunku służbowego, zaskarżyło decyzję MON do Naczelnego Sądu Administracyjnego[6]

23–27 października
- na Bałtyku przeprowadzono polsko-niemieckie manewry okrętów rakietowych. Uczestniczyły w nich ORP „Rolnik” i ORP „Górnik”[6].

26 października
- w Waszyngtonie opublikowano raport, z którego wynika, że Polska mogła wejść do NATO w 1993 roku[6]
- Wojskowe Centrum Szkolenia dla Sił Pokojowych ONZ zostało podporządkowane Dowództwu Wojsk Lądowych[6]

27 października
- minister obrony narodowej Bronisław Komorowski stwierdził, że jego list do sekretarza obrony USA był potwierdzeniem woli kontynuowania rozmów na temat propozycji użyczenia używanych samolotów F- 16A/B[6]
- jednostki 2 Korpusu OP wzięły udział w treningu pracy bojowej z użyciem załóg i sprzętu walki radioelektronicznej NATO[6]

## Listopad
1–6 listopada
- żołnierze 22 Karpackiej Brygady Piechoty Górskiej uczestniczyli w szkoleniu 37 Lekkiej Brygady Bundeswehry[11].

2 listopada
- rozpoczęły się ćwiczenia okrętów państw NATO pod kryptonimem „Passex”. Wzięły w nich udział okręty 8 i 9 Flotylli Obrony Wybrzeża, jednostki RFN, Wielkiej Brytanii, Holandii, Belgii, Norwegii i Danii[11]

2–3 listopada
- na Wzgórzach Golan odbyły się ćwiczenia p.k „Gopher Hole”. Wzięli w nich udział polscy żołnierze. Ćwiczono sprawdzenie praktycznej znajomości procedur podczas wykonywania zadań mandatowych[11]

3 listopada
- 5 Kresowa Brygada Zmechanizowana otrzymała sztandar[11].
- Wojewódzki Sztab Wojskowy z Wrocławia nawiązał współpracę z 25 Oddziałem OT Hradec Kralove
- w Świnoujściu na niszczycielu min ORP „Mewa”, podniesiono flagę NATO. Okręt został włączony w skład Sojuszniczego Stałego Zespołu Sił Obrony Przeciwminowej Europy Północnej[11]

9 listopada
- minister obrony narodowej Bronisław Komorowski skierował do ministrów obrony: Francji, Wielkiej Brytanii, Niemiec i Szwecji listy, z których wynikało, że Polska jest zainteresowana używanymi myśliwcami i oczekuje ofert[11]

12 listopada
- na poligonie drawskim rozpoczęły się ćwiczenia Wielonarodowego Korpusu Północ-Wschód pod kryptonimem „Kryształowy Orzeł 2000”[11]

15 listopada
- na Węgrzech oficerowie Marynarki Wojennej ćwiczyli w międzynarodowym ćwiczeniu logistycznym pod kryptonimem „Cooperative Support 2000”[11]

16 listopada
- wodowanie okrętu wsparcia logistycznego ORP „Kontradmirał Xawery Czernicki”

17 listopada
- ruszyły strony internetowe „Polski Zbrojnej”, „Żołnierza Polskiego” i „Przeglądu Obrony Cywilnej”[11]
- płetwonurkowie 12 dywizjonu trałowców wydobywali z dna toru wodnego Szczecin-Świnoujście pociski z czasów II wojny światowej[11]

20 listopada
- Podpisano kontrakt z amerykańską firmą Unitronex na dostawę dziewięciu radarów MSTAR dla Wojska Polskiego[11]

21–22 listopada
- oficerowie Wojewódzkiego Sztabu Wojskowego w Zielonej Górze wzięli udział w ćwiczeniach pod kryptonimem „Zimiza II” przeprowadzonych w 85 Obwodowym Dowództwie Obrony we Frankfurcie nad Odrą[11]

22–11 grudnia
- w cieśninach bałtyckich i na Bałtyku Południowym odbywało się międzynarodowe ćwiczenie pod kryptonimem „Baltic Porpoise 2000”. Polską MW reprezentował m.in. ORP „Orzeł”. Załogi doskonaliły elementy manewrowania, patrolowania akwenów i uzupełniania zapasów[11].

24 listopada
- dowódca Wielonarodowego Korpusu Północ-Wschód, gen. broni Henrik Ekmann, zameldował prezydentowi Aleksandrowi Kwaśniewskiemu i przedstawicielom resortów obrony Danii, Polski i RFN o osiągnięciu gotowości do udziału w operacjach bojowych na terenach państw NATO
- w Świętoszowie powitano żołnierzy 10 bz 10 Brygady Kawalerii Pancernej, którzy powrócili do kraju po wypełnieniu misji w Kosowie
- Rząd RP złożył deklarację, że Polska jest gotowa wydzielić do sił szybkiego reagowania UE jedną brygadę wzmocnioną o wsparcie lotnicze i morskie[11]

25 listopada
- Brygada Lotnictwa Marynarki Wojennej otrzymała nowy samolot patrolowo-rozpoznawczy PZL M-28 Bryza IR oraz maszynę patrolową strefy ekonomicznej i ochrony ekologicznej PZL M-28 z systemami obserwacji Ericsson[11]

27 listopada
- żołnierze holenderskiej 11 Brygady Aeromobilnej gościli w 6 Brygadzie Desantowo-Szturmowej[11]

## Grudzień
2 grudnia
- szef Dowództwa Połączonych Sztabów NATO gen. Klaus Reinhardt uznał, że: lepiej niż oczekiwano przebiega integracja polskich i czeskich sil zbrojnych w NATO[11]

7 grudnia
- Komisja Historyczna MON przedstawiła ministrowi obrony narodowej zmianę nazw niektórych stopni wojskowych, tak aby nawiązywały do tradycji Wojska Polskiego[11]

15–20 grudnia
- pluton 17 Wielkopolskiej Brygady Zmechanizowanej przebywał we włoskim 8 pułku zmechanizowanym[11]

19 grudnia
- wiceminister spraw zagranicznych Litwy Giedrius Czekudis stwierdził, iż Litwa oczekuje od Polski zdecydowanego poparcia w jej staraniach o członkostwo w Sojuszu Północnoatlantyckim[11]

20 grudnia
- minister Bronisław Komorowski poinformował, iż w roku 2001 nie będzie naboru do szkół oficerskich wojsk lądowych, a w pozostałych uczelniach nabory zostaną zdecydowanie ograniczone
- Ministerstwo Obrony Narodowej odtajniło ponad 360 dokumentów dotyczących udziału wojska wydarzeniach na Wybrzeżu w 1970 roku[11]

23 grudnia
- szwedzki minister obrony Bjoern von Sydow zapowiedział, że jego państwo jest gotowe wycofać ze służby szesnaście samolotów JAS-39 Gripen i wypożyczyć je Polsce[11]
- na pokładzie okrętu-muzeum ORP „Błyskawica”, prezydent Aleksander Kwaśniewski przejął zwierzchnictwo nad siłami zbrojnymi[11]

28 grudnia
- prezydent Aleksander Kwaśniewski powołał Marka Siwca na szefa Biura Bezpieczeństwa Narodowego, który jednocześnie będzie pełnił obowiązki sekretarza Rady Bezpieczeństwa Narodowego. W skład Rady prezydent powołał: gen. broni Henryka Szumskiego, Marka Belkę, Ryszarda Kalisza, Bogusława Strzeleckiego i Adama Rotfelda[11].

30 grudnia
- rozformowana została 4 Brygada Zmechanizowana[11]

31 grudnia
- rozformowanie 42 batalionu łączności w Mirosławcu, 8 Pułku Lotnictwa Myśliwsko-Bombowego, 10 Pułku Lotnictwa Myśliwskiego